# Empresa de treball temporal
Una empresa de treball temporal (ETT) és aquella ofereix temporalment empleats seus a disposició d'una altra empresa.
La regulació legal de les empreses de treball temporal sorgeix arran de la normativa establerta al conveni 96 de l'Organització Internacional del Treball (OIT) aprovat el 1933 i modificat el 1949, a mesura que els diferents països l'han anat adoptant s'han creat les legislacions nacionals corresponents. El concepte d'empresa de treball temporal, denominades en principi, «agència retribuïda de col·locació», establert al conveni 96 de l'OIT és la següent:
| «                                | Article 1 1. Als efectes del present Conveni, l'expressió «agència retribuïda de col·locació» significa: - a) les agències de col·locació amb finalitats lucratives, és a dir, tota persona, societat, institució, oficina o una altra organització que serveixi de mitjancer per procurar una ocupació a un treballador o un treballador a un ocupador, per tal d'obtenir d'un o un altre un benefici material directe o indirecte; aquesta definició no s'aplica als diaris o altres publicacions, tret que tingui per objecte exclusiu o principal el d'actuar com a mitjancers entre ocupadors i treballadors; - b) les agències de col·locació sense finals lucratius, és a dir, els serveis de col·locació de les societats, institucions, agències o altres organitzacions que, sense buscar un benefici material, percebin de l'ocupador o del treballador, pels esmentats serveis, un dret d'entrada, una cotització o una remuneració qualssevol. 2. El present Conveni no s'aplica a la col·locació de la gent de mar. | » |
| — Conveni 96 de l'OIT (castellà) | |   |

## Normativa reguladora de les ETT
- LLEI 14/1994, d'1 de juny, de normes reguladores de les empreses de treball temporal. (BOE)
- REIAL DECRET 4/1995, de 13 de gener, que desenvolupa la Llei 14/1994, de l'1 de juny de 1994, de normes reguladores de les empreses de treball temporal. (BOE)
- REIAL DECRET 216/1999, de 5 de febrer, disposicions mínimes de seguretat i salut en el treball en l'àmbit de les empreses de treball temporal. (BOE)
- REIAL DECRET 5/2001 Capítol III Modificacions que s'introdueixen a la Llei 14/1994, d'1 de juny, per la qual es regulen les empreses de treball temporal. (BOE)